# Dạng Mẫn Hoàng hậu
Dạng Mẫn hoàng hậu (chữ Hán: 煬愍皇后, 567 – 17 tháng 4, năm 648), thường gọi Tiêu hoàng hậu (蕭皇后), là Hoàng hậu của Tùy Dạng Đế Dương Quảng trong lịch sử Trung Quốc.
Bà vốn là vật báu giữa nhân gian, vừa chào đời đã là tuyệt thế giai nhân, khuôn mặt như hoa mẫu đơn, đôi mắt long lanh, eo mềm mại như cây liễu, sắc đẹp tuyệt trần, phong thái quyến rũ hơn người, dường như tất cả những cái đẹp trên đời đều hội tụ trên người bà. Trong lịch sử Trung Quốc, có mấy ai có thể giống như Tiêu hoàng hậu trải qua sự thay đổi triều đại, vẫn luôn ở bên cạnh nhiều vị quân vương.
Sau bao gian truân, chính bằng nhan sắc cùng khí chất bẩm sinh, Tiêu thị trở thành tuyệt thế giai nhân được truyền tụng muôn đời.

## Thân thế
Tiêu hoàng hậu là một thành viên của hoàng tộc Tây Lương, là một công chúa của Lương Minh Đế, hoàng đế của nước Tây Lương, song nước Tây Lương là chư hầu của Bắc Chu và sau đó là nhà Tùy.
Tiêu Hoàng hậu sinh ra đã mang trong mình số phận đặc biệt. Khi vừa chào đời, tướng mạo của nàng khiến thầy tướng số phải kinh ngạc. Sở hữu dung nhan hiếm có, lại thêm việc sinh vào ngày giờ đặc biệt, thầy tướng đã đoán trước vận mệnh của Tiêu thị bằng 8 chữ: "Mẫu nghi thiên hạ, mệnh đới đào hoa".
Bà sinh vào tháng 2 âm lịch, song theo phong tục Giang Nam thì sinh vào tháng 2 âm lịch là điều không tốt lành. Lương Minh Đế do tin vào điều mê tín này nên đã trao bà cho em họ là Đông Bình vương Tiêu Ngập (蕭岌) nuôi dưỡng. Tuy nhiên, do Tiêu Ngập đã qua đời vào năm đó, bà được chuyển cho cữu phụ Trương Kha (張軻). Do Trương Kha có gia cảnh bần hàn, bà phải tham gia lao động.
Sau đó, Lương Minh Đế về phe Tùy Văn Đế trong cuộc nội chiến vào năm 580 chống Uất Trì Huýnh, năm 582, Tùy Văn Đế ngỏ ý muốn cưới một công chúa của Tây Lương cho hoàng tử của mình là Tấn vương Dương Quảng. Tây Lương Minh Đế đã mời thầy bói xem mệnh của công chúa trong cung, song thầy bói nói những công chúa trạc tuổi Dương Quảng người thì không hợp mệnh, người thì không hợp tuổi. Tây Lương Minh Đế bất đắc dĩ đưa bà hồi cung, và thầy bói nói quẻ của bà đại cát, vì thế bà được gả cho Dương Quảng.
Vì tuổi nhỏ không được nuôi trong gia đình quý tộc, không hiểu lễ tiết cung đình nên bà chưa được tiến cung thành thân ngay. Lúc đó, Độc Cô hoàng hậu vô cùng yêu thích cô con dâu bé bỏng nên đã nuôi dưỡng chăm sóc nàng như con đẻ.
Độc Cô hoàng hậu cho mời rất nhiều thầy giỏi đến dạy bà đọc sách, viết văn, hội họa, đàn hát. Không chỉ sở hữu nhan sắc nổi trội của một mỹ nhân mà Tiêu hoàng hậu còn có tố chất thông minh hơn người, bà học gì thạo đó. Nhờ vậy, chỉ vài tháng sau, Tiêu hoàng hậu đã nhanh chóng trở thành một tiểu tuyệt thế giai nhân, lại tinh thông thư lễ, đa tài đa nghệ.
Vốn háo sắc nên ngay khi nhìn thấy nhan sắc tuyệt trần của người vợ đã được mẫu thân lựa chọn, Dương Quảng liền muốn đưa bà vào cung. Năm Khai Hoàng thứ 3, Dương Quảng vào triều, sợ không thể chờ đợi lâu hơn nữa, Dương Quảng đã nhanh chóng kết hôn với Tiêu thị. Tiêu thị trở thành chính thất của Dương Quảng, được phong làm Tấn vương phi. Năm đó, Dương Quảng 14 tuổi, còn Tiêu thị vừa bước vào tuổi 17.
Đêm động phòng hoa chúc, Dương Quảng lóng ngóng ôm chặt tiểu vương phi e ấp như nụ hoa mới nở vào lòng, ngoài ra Dương Quảng còn giả vờ diễn những hành động như một kẻ ngờ nghệch đang si tình để làm vừa lòng vương phi.
Trong quẻ bói của Tiêu thị lúc mới sinh ra có 4 chữ "mẫu nghi thiên hạ" và quả thực sau này Tiêu thị đã trở thành mẫu nghi thiên hạ, nhưng liệu Dương Quảng có trở thành hoàng đế không? Mặc dù anh trai của Dương Quảng - Dương Dũng đã được lập làm thái tử vào năm Khai Hoàng đầu tiên, nhưng đối với những người sinh ra trong một hoàng tộc như Dương Quảng thì ôm mộng hoàng đế là chuyện hoàn toàn bình thường. Vì vậy, ông đã coi Tiêu phi như là ngôi sao may mắn của mình, hết mực yêu thương trân trọng bà. Vì coi Tiêu phi là ngôi sao hy vọng của mình nên Dương Quảng đã bắt đầu thực hiện những mưu kế quỷ quyệt để tranh ngôi với anh trai mình. Đáng tiếc là Dương Quảng chỉ mới biết được vế trước trong quẻ của Tiêu thị mà không biết rằng vế sau bà lại là một người có "mệnh đới đào hoa".

## Tấn vương phi và thái tử phi
Sách sử ghi rằng Tiêu vương phi tính tình hòa thuận, hiếu học, dung mạo xinh đẹp có cả tài xem vận mệnh. Tùy Văn Đế hài lòng với bà, còn Dương Quảng sủng ái và tôn trọng bà. Hơn nữa, để làm hài lòng mẹ là Độc Cô hoàng hậu (không ưa người nào có nhiều tiểu thiếp), Dương Quảng mặc dù có một số người thiếp song cũng cố gắng hài hòa các mối quan hệ. Nhưng Dương Quảng chưa phải động chân động tay thì thái tử Dương Dũng lại tự tìm tới cái chết. Tùy Văn Đế và Độc Cô hoàng hậu đã bỏ ra rất nhiều tiền để cưới Nguyên thị về làm thái tử phi nhưng Dương Dũng lại không hề màng tới mà lại dành hết tâm trí của mình cho thứ phi là Vân Chiêu Nghĩa. Nguyên thị thấy thế tức giận tới nỗi đã thắt cổ tự vẫn.
Dương Quảng nhân cơ hội đó, cố tình tỏ ra là một người con hiếu thảo mỗi lần xuất hiện trước mặt mẫu thân của mình, ngoài ra Dương Quảng cũng cố tình xa lánh Tiêu phi để ra vẻ tập trung vào công việc triều chính. Là một người thông minh, Tiêu phi hiểu được tình hình triều đình lúc bấy giờ, bà đã phối hợp ăn ý với Dương Quảng để diễn một vở kịch hoàn hảo. Tiêu phi thường xuyên tới cung của Hoàng hậu Độc Cô khóc lóc, kể lể rằng Dương Quảng chỉ lo chuyện quốc gia đại sự mà lạnh nhạt với mình.
Hai vợ chồng Dương Quảng “kẻ đàn, người hát” đã khiến Độc Cô hoàng hậu động lòng và quyết định phế truất Dương Dũng khỏi vị trí Thái tử vào năm 600, đưa Dương Quảng lên thay thế. Do đó, Tiêu vương phi trở thành thái tử phi. Thành công của Dương Quảng có được sau 17 năm cưới Tiêu phi làm vợ, hay nói cách khác, cả hai đã phải diễn vở kịch giả sầu, giả khổ này trước mặt Độc Cô hoàng hậu trong suốt 17 năm.(Năm 582 Dương Kiên hỏi cưới vua Lương, 583 chính thức tứ hôn)
Bà và Dương Quảng có với nhau hai con trai là Dương Chiêu và Dương Giản và một con gái là Nam Dương công chúa.

## Đại Tùy Hoàng hậu
Tùy Văn Đế qua đời năm 604, Dương Quảng đăng cơ kế vị, tức Tùy Dạng Đế. Năm 605, Tiêu vương phi được phong làm hoàng hậu. Dạng Đế sau đó đã sống xa hoa, trong cung có hàng vạn cung nữ. Tuy vậy, Dạng Đế vẫn duy trì sự tôn trọng dành cho Tiêu hoàng hậu, phong nhiều người thân của bà làm quan trong triều. Tuy nhiên, Thái tử Dương Chiêu đã qua đời vào năm 606, còn Dương Giản để mất sủng ái của Dạng Đế vào năm 608 do dùng bùa chú gây hại cho các nhi tử của Dương Chiêu. Tiêu hoàng hậu thường tháp tùng Tùy Dạng Đế đi tuần thú khắp đế chế, và bà nhận thấy phu quân trở nên bạo chính. Bà vì sợ hãi mà không dám nói thẳng, phải viết Thuật chí phú (述志賦) với lời lẽ thận trọng để nhẹ nhàng khuyến nghị Dạng Đế thay đổi.
Năm 607, khi Dạng Đế đến chỗ Khải Dân khả hãn của Đông Đột Quyết, Tiêu hoàng hậu cũng tháp tùng, và bà đã đích thân viếng thăm lều của Nghĩa Thành công chúa - thê của Khải Dân khả hãn và cũng là nhi nữ của một thành viên hoàng tộc Tùy. Năm 615, khi Dạng Đế và Tiêu hoàng hậu ở tại biên thành Nhạn Môn (雁門, nay thuộc Hãn Châu, Sơn Tây), Thủy Tất khả hãn (người kế vị Khải Dân khả hãn) đã suất quân tập kích, bao vây thành Nhạn Môn. Một huynh đệ của Tiêu hoàng hậu là Tiêu Vũ (蕭瑀) đã tìm kiếm sự giúp đỡ từ Nghĩa Thành công chúa (kết hôn với Thủy Tất khả hãn theo tục lệ Đột Quyết), Nghĩa Thành công chúa đã nói dối với phu quân rằng Đột Quyết bị tiến công từ phương bắc. Nhưng sau đó, không nghe theo lời khuyên của Tiêu Vũ để kết thúc các chiến dịch tấn công Cao Câu Ly, Dạng Đế đã trục xuất Tiêu Vũ khỏi triều.
Năm 618, do toàn đế chế đắm chìm trong các cuộc nổi dậy, Tiêu hoàng hậu cùng Dạng Đế đã lưu lại Giang Đô (江都), thủ phủ Dương Châu, được Kiêu Quả quân (驍果) tinh nhuệ bảo vệ. Khi một cung nữ báo cho bà biết các binh sĩ Kiêu Quả quân dự tính tiến hành binh biến, Tiêu hoàng hậu đã báo lại với Dạng Đế, song Dạng Đế lại cho xử tử người cung nữ này vì không muốn nghe tin xấu. Sau đó, khi các cung nữ khác muốn bẩm báo về âm mưu của các binh sĩ, Tiêu hoàng hậu đã khuyên họ không nên làm vậy, nói rằng tình thế đã không thể cứu vãn được nữa. Sau đó, Vũ Văn Hóa Cập đã tiến hành binh biến, sát hại Dạng Đế cùng hai hoàng tử Dương Giản, Dương Cảo và hoàng tôn Dương Đàm (楊倓).

## Sau khi Dạng Đế bị giết
Vũ Văn Hóa Cập tôn Tần vương Dương Hạo làm hoàng đế, và sau đó quyết định từ bỏ Giang Đô để tiến về phương Bắc, đưa cả Tiêu hoàng hậu cùng các cung nữ đi theo. Tuy nhiên, Vũ Văn Hóa Cập lại liên tục thất bại khi giao chiến, và đến mùa thu năm 618 đã quyết định đầu độc Dương Hạo để soán vị (để được làm hoàng đế trước khi thất bại).
Năm 619, Hạ vương Đậu Kiến Đức (một thủ lĩnh nổi dậy) bắt giữ và xử tử Vũ Văn Hóa Cập. Sau đó, ông đến yết kiến Tiêu hoàng hậu và xưng thần. Đậu Kiến Đức còn cho an trí bà ở Vũ Cường. Lúc bấy giờ, thế lực của người Đột Quyết ở phía bắc ngày càng lớn mạnh, nhiều lần đe dọa Trung Nguyên. Khi ấy, Khả hãn (thủ lĩnh) của Đột Quyết có hôn ước với Nghĩa Thành công chúa (em gái Tùy Dạng Đế năm xưa), tức em chồng của Tiêu thị.
Nghĩa Thành công chúa ngỏ ý muốn Đậu Kiến Đức đưa Tiêu Hoàng hậu đến chỗ mình. Đậu Kiến Đức không dám một mình đối kháng của người Đột Quyết, đành phải ngoan ngoãn giao nộp mỹ nhân, Nam Dương công chúa cũng đi theo mẹ.
Khi ở Đột Quyết, một trong số các phi tần của Dương Giản đã hạ sinh một di phúc tử, đặt tên là Dương Chính Đạo (楊政道). Tiêu hoàng hậu nuôi dưỡng Dương Chính Đạo, còn Xử La khả hãn sau đó phong Chính Đạo làm Tùy vương. Tiêu hoàng hậu sau đến sống ở Định Tương, qua 2 đời thủ lĩnh của người Đột Quyết là Xử La Khả Hãn và sau đó là Hiệt Lợi Khả Hãn. Trong những năm này, các khả hãn Đột Quyết tiếp tục sử dụng Dương Chính Đạo để thu hút người Trung Nguyên hàng phục, nhằm cạnh tranh thế lực với triều Đường.
Năm 630, khi Đường Thái Tông phái tướng Lý Tĩnh đi đánh Đột Quyết, Khang Tộ Mật (康蘇密) đã đầu hàng Đường và đưa Tiêu hoàng hậu cùng Dương Chính Đạo đến chỗ quân Đường. Thời điểm đó Tiêu hoàng hậu đã 63 tuổi, Đường Thái Tông còn tổ chức một bữa tiệc xa hoa đầy những cao lương mỹ vị, cho ca nữ đàn hát cả ngày, thắp đèn rực sáng khắp cung điện để chào đón bà. Lúc ấy, Đường Thái Tông có hỏi Tiêu thị: "Khanh thấy cảnh tượng trước mắt thế nào so với Tùy cung năm xưa?".
Kỳ thực, cảnh tượng bấy giờ còn thua xa so với vẻ xa xỉ trong cung điện nhà Tùy năm nào. Trước kia, Dương Quảng (người chồng đầu tiên của Tiêu thị) vốn rất thích ăn chơi hưởng lạc, mỗi khi có yến tiệc đều đốt đèn mà dùng dạ minh châu để thắp sáng, còn cho người đốt đàn hương (hương liệu cao cấp), khiến cung điện chẳng khác gì chốn bồng lai tiên cảnh.
Bà không tiện so sánh, liền khôn khéo mà nói: "Bệ hạ là Hoàng đế khai quốc, sao lại đem mình đi so sánh với một vị vua làm mất nước?" Đường Thái Tông nghe vậy rất mực hài lòng, càng thêm hậu đãi bà. Dương Văn Quán (楊文瓘) muốn thẩm vấn Tiêu hoàng hậu để xem có quan lại triều Đường nào bí mật liên hệ với bà không, song Đường Thái Tông từ chối. Do em trai của Tiêu hoàng hậu là Tiêu Vũ một trọng thần dưới thời Đường Cao Tổ và Đường Thái Tông, bà vẫn có được danh giá ở một mức độ nhất định tại kinh thành Trường An. Sau đó, Tiêu hoàng hậu đã phụ trách việc cải táng Dạng Đế theo đúng lễ nghi.
Bà qua đời vào ngày 17 tháng 4 năm 648 tại Trường An và được hợp táng tại Giang Đô cùng với Dạng Đế với nghi lễ Hoàng hậu.

## Điện ảnh
Trong Tùy Đường diễn nghĩa (phim truyền hình), vai Tiêu Mỹ nương do Bạch Băng đảm nhiệm 